# Đắk Mil (thị trấn)
Đắk Mil là thị trấn huyện lỵ của huyện Đắk Mil, tỉnh Đắk Nông, Việt Nam.

## Địa lý
Thị trấn Đắk Mil nằm ở trung tâm huyện Đắk Mil, cách thành phố Buôn Ma Thuột 60 km và thành phố Gia Nghĩa 65 km có vị trí địa lý:
- Phía đông giáp xã Đắk Lao và xã Đức Mạnh
- Phía tây giáp xã Đắk Lao và xã Thuận An
- Phía nam giáp xã Đức Minh
- Phía bắc giáp xã Đắk Lao.

Thị trấn Đắk Mil có diện tích 4,82 km², dân số năm 2019 là 11.487 người, mật độ dân số đạt 2.383 người/km².

## Hành chính
Thị trấn Đắk Mil được chia thành 10 tổ dân phố: 1, 2, 3, 4, 5, 6, 7, 8, 9, 10.

## Lịch sử
Thị trấn Đắk Mil được thành lập ngày 19 tháng 8 năm 1989.
Ngày 25 tháng 12 năm 2014, Bộ Xây dựng ban hành Quyết định 1534/QĐ-BXD về việc công nhận thị trấn Đắk Mil là đô thị loại IV.
Ngày 30 tháng 9 năm 2019, Hội đồng Nhân dân tỉnh Đắk Nông ban hành Nghị quyết 24/NQ-HĐND về việc:
- Sáp nhập toàn bộ ba TDP 2, 3, 6 vào một phần của TDP 1
- Sáp nhập toàn bộ hai TDP 4 và 15 thành TDP 2
- Sáp nhập một phần của hai TDP 12, 16 và toàn bộ TDP 11 thành TDP 3
- Sáp nhập phần còn lại của hai TDP 12 và 16 thành TDP 4
- Sáp nhập phần còn lại TDP 1 và toàn bộ TDP 9 thành TDP 9
- Sáp nhập toàn bộ TDP 14 vào TDP 10
- Đổi tên TDP 13 thành TDP 5
- Đổi tên TDP 5 thành TDP 6.